# Les Schtroumpfs et le Dragon du lac
Les Schtroumpfs et le Dragon du lac est le trente-sixième album, et la centième histoire, de la série de bande dessinée Les Schtroumpfs originellement créée par Peyo. Publié en 2018 aux éditions Le Lombard, l'album est scénarisé par Alain Jost et Thierry Culliford et illustré par Jeroen De Coninck et Miguel Díaz Vizoso.

## Résumé
Dans cette aventure, les Schtroumpfs retrouvent le dragon Fafnir, introduit dans le 12e album de Johan et Pirlouit, Le Pays maudit. Le Schtroumpf costaud va d'abord aller naviguer dans le lac artificiel. Puis, le brouillard se lève et il croit voir un monstre. Au village personne ne le croit jusqu'au lendemain où Fafnir est retrouvé dans le village. Le Schtroumpf bêta remarque qu'au collier du dragon était attaché un tube. Les Schtroumpfs l'ouvrent et découvrent un message de Norbert, le cuisinier au château de Jolival. Les Schtroumpfs y vont et rencontrent Norbert. Il leur dit que Fafnir a été enfermé dans une cave et qu'il l'avait libéré. Il explique aussi que le baron du château est enfermé dans une tour sous pretexte qu’il soit fou. Son neveu Georges avait inventé cette histoire que son oncle soit fou juste pour prendre sa place. Les Schtroumpfs rendent visite au baron et ils échafaudent un plan pour le faire sortir. Réussiront-ils ?

## Réception commerciale
Le livre a été édité à 100 000 unités en France, soit autant que le précédent. L'album se classe en quatrième place des meilleures ventes du top 15 BD dans ce pays la semaine de sa sortie, alors que le précédent était entré à la première place. Cependant les succès de Dans la combi de Thomas Pesquet et d'Astérix et la Transitalique bouleversent le classement. Il monte dans le top les semaines suivantes : il est troisième puis deuxième. Il retrouve ensuite sa place initiale où il reste 2 autres semaines,,. Lors de sa septième semaine, il descend de deux places : à la 6e puis à la 8e,. Il quitte pour la première fois le top 10 la semaine suivante (13e), puis remonte à la douzième place avant de retourner dans le top 10 à la 7e place. Mais il descend à la 15e position ensuite. Il reste ainsi 9 semaines dans le top 10 et près de 3 mois (12 semaines) dans le top 15 BD, soit plus de temps que Les Schtroumpfs et les haricots mauves. Il est également entré dans le top 20 Livres hebdomadaire.